# Heinrich Müller (Politiker, 1901)
Heinrich Müller (* 21. April 1901 in Frankfurt am Main; † 6. Mai 1966 in Usingen) war ein deutscher Lehrer, Schulbuchautor und Politiker (SPD).

## Leben
Heinrich Müller war der Sohn von Heinrich und Marie Müller. Er besuchte seit seinem 15. Lebensjahr das Lehrerseminar in Usingen, wo er bis 1919 blieb. 1922 legte er die erste Staatsprüfung ab und arbeitete ab 1924 als Lehrer in Frankfurt und Usingen. 1929 legte er auch die zweite Staatsprüfung ab. 1926 heiratete er und wurde Lehrer in Westerfeld. Vorwürfe, er würde dort die Kinder „marxistisch verseuchen“ wurde 1931 juristisch geklärt, nachdem Müller sich verpflichtete, weder Die Internationale in der Schule singen zu lassen, noch die Schüler im marxistischen Geiste zu erziehen. Müller wechselte zur Landwirtschaftlichen Schule in Usingen und wurde im Oktober 1933 aus politischen Gründen aus dem Schuldienst entlassen, dann aber 1940 wieder auf Probe eingestellt und 1944 auf Lebenszeit verbeamtet. In der Zwischenzeit hatte er als Versicherungsvertreter gearbeitet. Von 1940 bis 1944 nahm er als Soldat am Zweiten Weltkrieg teil und geriet in Kriegsgefangenschaft.
Nach dem Kriegsende nahm Müller seine Tätigkeit als Lehrer wieder auf. Im August 1949 erhielt er seine Ernennung zum Regierungs- und Schulrat in Darmstadt.

## Politik
Heinrich Müller war seit 1929 Mitglied der SPD. Er war seit 1946 Ratsmitglied der Stadt Usingen und Kreistagsmitglied des Kreises Usingen. Dem Deutschen Bundestag gehörte er in dessen erster Legislaturperiode von 1949 bis 1953 an. Im Parlament vertrat er den Wahlkreis Bad Homburg.
Nach den Kommunalwahlen in Hessen 1946 wurde er einstimmig vom Kreistag als Landrat gewählt. Er amtierte von 1946 bis 1948 als Landrat des Kreises Usingen, bis er 1948 durch eine CDU-FDP-Koalition im Kreistag abgewählt wurde. 1953 wurde er erneut Landrat in Usingen und blieb bis zu seinem Tode 1966 in diesem Amt. Damit war Heinrich Müller nach August Beckmann der am längsten amtierende Landrat des Kreises. Während seiner Amtszeit wurde der Naturpark Hochtaunus (heutiger Naturpark Taunus) gegründet und das Usinger Hallenbad errichtet.
Heinrich Müller ist auf dem Usinger Friedhof begraben.